# Kira Eickhoff
Kira Eickhoff (* 15. Juni 1988 in Schramberg) ist eine ehemalige deutsche Handballspielerin.

## Karriere
Die 1,63 m große in der Position der Rechtsaußen spielende Eickhoff spielte in ihrer Jugend bei der HSG Schramberg/Sulgen und der SG Schenkenzell/Schiltach und wechselte 2004 in die Zweite Bundesliga zum SV Allensbach. Zur Saison 2007/08 schloss sich die 15-fache Jugendnationalspielerin dem Bundesligisten DJK/MJC Trier an. Ab dem Sommer 2009 spielte sie beim Ligarivalen Frankfurter HC. Im Sommer 2012 wechselte Eickhoff zur SG BBM, für die sie bis 2015 auflief.

## Erfolge
- 2008: U20-Weltmeisterin